# ابن تاويت الطنجي
محمد بن محمد بن تاويت الطنجي (توفي 1394 هـ - 1974 م) هو اديب وباحث مغربي.

## نشأته وأعماله
أصله من قبيلة وادراس ومن قرية تويتش التي تقع بين مدينة تطوان وطنجة. بدأ دراسته بحفظ القران والمتون العلمية ثم رحل سنة 1931م إلى فاس لتلقي العلم في جامع القرويين. وتتلمذ على الشيخ عباس المكناسي، والفقيه أقصبي، وعبد العزيز بن الخياط. بعدها عمل الطنجي مدرسا بالمدرسة الأهلية بتطوان سنة 1936 ومن ثم ذهب إلى القاهرة ليدرس غي قسم التاريخ.
كان من اهتمامات الطنجي دراسة وتحقيق كتابات ابن خلدون. فعمل على صنع نسخة متقنة من تاريخه «كتاب العبر» ونشر «التعريف بابن خلدون ورحلته شرقا وغربا» (والذي تم تحقيقه بعدها من قبل نوري الجراح). ذهب سنة 1945م إلى أنقرة وتعلم التركية وتمكن هناك من الاطلاع على المخطوطات التي كان مهتما بها، خصوصا ما يتعلق بابن خلدون، وفي سنة 1963م عاد إلى المغرب ليعمل في التحقيق بوزارة الأوقاف بالرباط. وفي هذه الفترة حقق الطنجى كتبا أخرى منها ترتيب المدارك للقاضي عياض وكتاب جذوة المقتبس للحميدي والفهرست لابن النديم.
رجع مرة أخرى إلى تركيا وأصبح أستاذا لعلوم الثقافة الإسلامية. بقى في تركيا إلى ان توفى بتاريخ رابع ذي الحجة عام 1394هـ الموافق 29 كانون الأول 1974م. وحافظت الحكومة التركية على أوراقه ومكتبته بعد وفاته، لتنسيقها قبل العرض.

### أعماله
- عبد الرحمن بن خلدون (1951). التعريف بابن خلدون ورحلته غربا وشرقا. تحقيق: محمد بن تاويت الطنجي (ط. الأولى). القاهرة: لجنة التأليف والترجمة والنشر. مؤرشف من الأصل في 2022-11-12.

- القاضي عياض بن موسى بن عياض السبتي (1965). ترتيب المدارك وتقريب المسالك لمعرفة أعلام مذهب مالك. تحقيق: محمد بن تاويت الطنجي (ط. الأولى). الرباط: وزارة الأوقاف والشؤون الإسلامية. ج. الأول. مؤرشف من الأصل في 2022-11-12.

## وصلات خارجية
- "محمد بن تاويت الطنجي" (PDF). مجلة مجمع اللغة العربية بدمشق (ورقي ممسوح ضوئياً). دمشق: مجمع اللغة العربية. ع. 22. 1 أبريل 1975. ص. 467–468. مؤرشف من الأصل (PDF) في 2022-07-29.